# Othmar Ammann
Othmar Hermann Ammann (Feuerthalen, 26 de março de 1879 — Rye (Nova Iorque), 22 de setembro de 1965) foi um engenheiro estrutural estadunidense cujos trabalhos incluem a ponte George Washington, a ponte Verrazano-Narrows e a ponte Bayonne.
Em 1962, um busto de bronze de Amann foi revelado no lobby da estação de ônibus da ponte George Washington. Uma moradia estudantil de nome Ammann College foi dedicada em sua honra em 18 de fevereiro de 1968 no campus da Universidade de Stony Brook. Para comemorar o centésimo aniversário de seu nascimento, uma placa memorial para Ammann foi posta perto da ponte Verrazano Narrows em 28 de junho de 1979.

## Trabalho
Ammann era conhecido por ser capaz de criar pontes leves e baratas, mas ainda assim simples e bonitas. Ele foi capaz de fazer isso usando a teoria da deflexão. Ele acreditava que o peso por pé do vão e os cabos forneceriam rigidez suficiente para que a ponte não precisasse de treliças de reforço. Isso o tornou popular durante a era da depressão, quando conseguir reduzir o custo era crucial. Pontes famosas de Ammann incluem o seguinte:
- Ponte George Washington (inaugurada em 24 de outubro de 1931)
- Ponte de Bayonne (inaugurada em 15 de novembro de 1931)
- Ponte Triborough (inaugurada em 11 de julho de 1936)
- Ponte Bronx-Whitestone (inaugurada em 29 de abril de 1939)
- Ponte Delaware Memorial (com HNTB Corporation, primeiro vão aberto em 1951)
- Ponte Walt Whitma (inaugurado em 16 de maio de 1957)
- Ponte Throgs Neck (inaugurado em 11 de janeiro de 1961)
- Ponte Verrazzano-Narrows (inaugurada em 21 de novembro de 1964)

A Ponte George Washington foi originalmente projetada para ter sua estrutura de aço revestida em pedra revestida, omitida do projeto final devido a restrições de custo decorrentes da Grande Depressão. As habilidades gerenciais de Ammann fizeram com que a ponte fosse concluída antes do prazo e abaixo do orçamento.
A ponte em arco de Bayonne é o único projeto de Othmar que não é uma ponte suspensa.
A ponte Bronx-Whitestone teve que ser reforçada após apenas um ano de operação devido ao movimento perceptível durante ventos fortes. As treliças Warren foram inicialmente implementadas para endurecer a ponte, estragando sua aparência clássica simplificada. Eles foram removidos e o problema do vento resolvido usando carenagem aerodinâmica de fibra de vidro leve em forma triangular ao longo de ambos os lados que corta o vento à medida que passa sobre a ponte.
 

Além de seu trabalho em pontes, Ammann também dirigiu o planejamento e construção do Túnel Lincoln.